# Pro Milone
Pro Tito Annio Milone ad iudicem oratio, poznatiji pod skraćenim imenom Pro Milone (doslovno: "Za Milona") je govor koga je znameniti rimski pravnik i orator Marko Tulije Ciceron sastavio godine 52. pr. Kr. kao branitelj na suđenju političaru Titu Aniju Milonu, optuženom za ubojstvo popularskog vođe i svog političkog suparnika Publija Klodija Pulhera.
Iako se Pro Milone smatra jednim od najpoznatijih antičkih govora i remek-djelom govorničke vještine, u vrijeme samog suđenja ga se Ciceron, suočen s atmosferom nasilja i prijetnjama pristaša ubijenog Klodija, jednostavno nije usudio izgovoriti ga u danas poznatom obliku. Kao rezultat toga je Milon proglašen krivim i prognan u Masiliju. Tek kada se nešto kasnije politička situacija u Rimu smirila, Ciceron je svoj govor u originalnom obliku pokazao prijateljima, uključujući i samog Milona koji je pismom odgovorio kako mu je "drago što nije izgovoren na suđenju, jer sada ne bi uživao u masilijskom vinu".
Ciceron u svom govoru nije držao spornim da je Klodije ubijen od Milona, ali je incident nastojao prikazati kao legitimni čin samoobrane. Govor se također smatra važnim kao primjer uvođenja pravne doktrine Inter arma enim silent leges (Kada govori oružje, zakoni šute), odnosno prema kojoj se u ekstremnim situacijama kao što su rat ili prijetnja po vlastiti fizički integritet pojedinac i država ne smiju smatrati vezanim mirnodopskim zakonima.

## Vanjske poveznice
- Pro Milone in Latin, at The Latin Library
- Pro Milone in English, translated by C.D. Yonge, at perseus.tufts.edu